# Championnat de Slovaquie de hockey sur glace D2
La Slovenská hokejová liga est la deuxième ligue de hockey sur glace en Slovaquie après l'Extraliga, l'élite slovaque.
Elle a porté le nom de 1.liga de 1993 à 1996. En 2016-2017, elle est renommée Budiš 1. hokejová liga SR. De 2017 à 2019, elle est nommée St. Nicolaus 1. hokejová liga SR. Depuis 2019, la ligue s'appelle Slovenská hokejová liga .

## Équipes
Les équipes engagées pour la saison 2007-08:
- HK Spišská Nová Ves
- HC05 Banská Bystrica
- HK Ružinov
- HC Dukla KAV Hurban Senica
- HK 95 Panthers Považská Bystrica
- HK Trnava
- HK FTC Nové Zámky
- HC Topoľčany
- HK Lietajúce kone Prešov
- HK Trebišov
- MŠHK Prievidza
- ŠHK 37 Piešťany
- MHK Dolný Kubín
- HKm Detva
- HC 46 Bardejov
- HK-21 SM Ružomberok